# 너클즈 (드라마)
《너클즈》(영어: Knuckles)는 파라마운트+에서 2024년 4월 공개된 미국의 액션, 모험, 코미디 드라마이다. 영화 《수퍼 소닉》 시리즈의 캐릭터 너클즈 디 에키드나를 주인공으로 한 스핀오프 작품이다. 배우 이드리스 엘바가 너클즈의 목소리를 맡았다.

## 출연진

### 주연
- 이드리스 엘바 - 너클즈 디 에키드나 역
- 애덤 팰리 - 웨이드 위플 역

### 조연
- 케리 엘위스 - 피트 위플 역
- 이디 패터슨 - 완다 위플 역
- 스토커드 채닝 - 웬디 위플 역
- 줄리언 배럿 - 잭 싱클레어 역
- 스콧 메스커디 - 메이슨 요원 역
- 엘리 테일러 - 윌러비 요원 역

### 단역
- 로리 매캔 - 구매자 역
- 티카 섬프터 - 매디 워카우스키 역
- 벤 슈워츠 - 소닉 더 헤지혹 역
- 콜린 오쇼너시 - 마일스 "테일즈" 프라워 역
- 크리스토퍼 로이드 - 파차카마 역